# Georg Schwarzenbeck
Hans-Georg "Katsche" Schwarzenbeck (München, 3. travnja 1948.), bivši je njemački nogometaš. U Bundesligi je nastupao od 1966. do 1979., u 416 utakmice kao branič Bayern Münchena. S klubom je osvojio šest prvenstava, tri kupa, jedan Kup pobjednika kupova, i tri Kupa prvaka.
Schwarzenbeck je 44 puta nastupio za Zapadnu Njemačku, u razdoblju od 1971. do 1978. godine. Najveći mu je uspjeh s reprezentacijom osvajanje Svjetskog prvenstva 1974. Uz to, osvojio je i Europsko nogometno prvenstvo 1972. i došao do finala 1976. godine.
15. svibnja 1974., Schwarzenbeck je u finalu Kupa prvaka protiv Atlético Madrida postigao izjednačujući pogodak zbog kojeg se odigrala uzvratna utakmica, jedina u povijesti finala Kupa/Lige prvaka. Bajern je dva dana kasnije, u revanšu te utakmice pobijedio 4:0. 
Danas, Schwarzenbeck radi u navinskoj agenciji u Münchenu.

## Nagrade i uspjesi
Klupski uspjesi
- Bundesliga: 1968./69., 1971./72., 1972./73., 1973./74., 1979./80., 1980./81.
- DFB-Pokal: 1967., 1969., 1971.
- Kup prvaka: 1974., 1975., 1976.
- Kup pobjednika kupova: 1967.
- Interkontinentalni kup: 1976.

Reprezentativni uspjesi
- FIFA SP: 1974.
- UEFA Euro: 1972.

## Vanjske poveznice
- Statistika na Fussballdaten.de (njem.)